# Klaas-Jan Huntelaar
Dirk Jan Klaas Huntelaar, mais conhecido como Klaas-Jan Huntelaar (Drempt, 12 de agosto de 1983) é um ex-futebolista neerlandês que atuava como atacante.

## Clubes

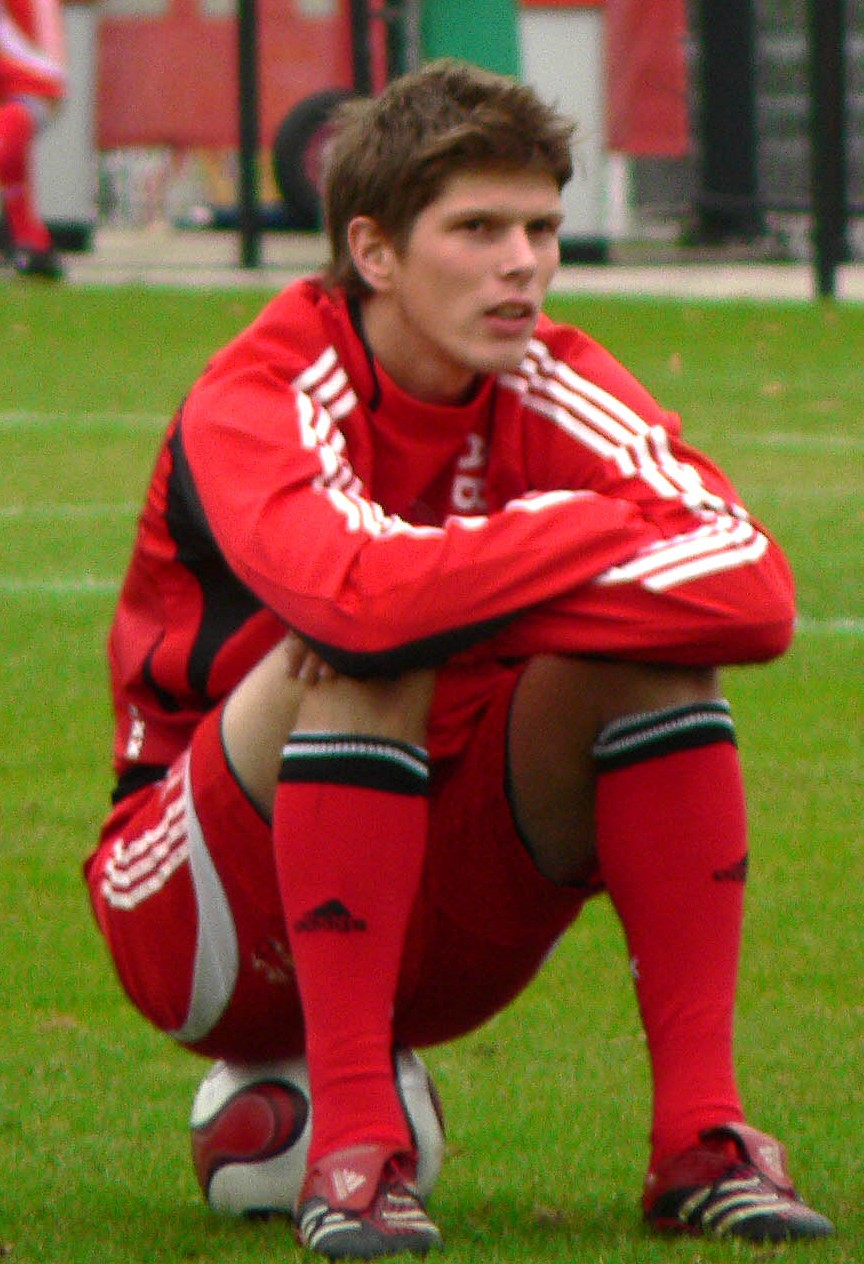
Huntelaar pelo Ajax

### Eredivisie
Revelado pelas categorias de base do PSV Eindhoven, foi duas vezes emprestado a clubes de menor expressão da Holanda para adquirir experiência.
Após quatro anos no PSV, foi vendido ao Heerenveen, em 2004, permanecendo por uma temporada e meia neste clube, onde marcou 33 gols em 46 jogos.
Após sua passagem pelo Heerenveen, foi negociado com o Ajax, onde marcou 76 gols em quatro temporadas da Eredivisie, conquistando o prêmio de artilheiro mundial, concedido pela IFFHS, em 2006.
Curiosamente, Huntelaar teve seu melhor momento na carreira até hoje num dos maiores rivais do clube onde foi revelado. Em sua carreira nas ligas holandesas, Huntelaar conquistou a marca de 135 gols em 183 jogos.

### Real Madrid

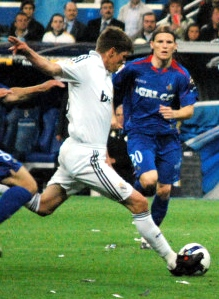
Huntelaar a jogar no Real Madrid.

Em 2 de dezembro de 2008, foi contratado pelo Real Madrid, da Espanha, por €20 milhões, para substituir o lesionado Ruud van Nistelrooy.
Sua estreia pelos merengues aconteceu apenas em 4 de janeiro de 2009, na vitória por 1 a 0 sobre o Villarreal, disputada no Santiago Bernabéu, pela La Liga, quando entrou aos 56 minutos. Seu primeiro gol aconteceu apenas quatro partidas depois, em 15 de fevereiro, na vitória por 4 a 0 sobre o Sporting de Gijón, no Estádio El Molinón.
Tendo disputado somente vinte partidas, e marcado apenas oito gols, acabou perdendo espaço com as contratações milionárias do presidente Florentino Pérez (que acabava de retornar ao comando) para a temporada 2009/10, como Cristiano Ronaldo e Karim Benzema.

### Milan
Em 6 de agosto de 2009, foi confirmada sua transferência para o Milan, da Itália, firmando um contrato de quatro anos, com valores não revelados, mas especulados em torno de €18 milhões, mais €2 milhões conforme seu desempenho.
Sua estreia no rossonero aconteceu em 29 de agosto, quando entrou no decorrer do segundo tempo contra a maior rival do Milan, a Internazionale. Apesar disso, Huntelaar não pôde evitar a derrota do seu time por 4 a 0 para a então campeã da Serie A.
O holandês não vinha tendo muitas oportunidades no Milan, mas em uma partida contra o Catania, ele entrou nos minutos finais e ajudou o time marcando dois gols, decretando assim a vitória por 2-0.

### Schalke 04
Pouco aproveitado no Milan, no dia 31 de agosto de 2010, data do fechamento da janela de transferências europeia, Huntelaar acertou com o Schalke 04, custando cerca de 14 milhões de euros. Em 10 de setembro de 2010, ele fez sua primeira aparição pelo Schalke 04 em uma derrota por 2-0 fora de casa para o Hoffenheim. No dia 19 de setembro de 2010, ele marcou seu primeiro gol pelo Schalke em uma derrota por 3-1 para o Borussia Dortmund no Revierderby.
Ao fim da temporada 2026-17, encerrou sua 1ª passagem passagem pelo Schalke onde ao todo, disputou 240 partidas, com 35 assistências e 126 gols, tornando-se assim o segundo maior artilheiro da equipe alemã, apenas atrás de Klaus Fischer, que tem 226. Neste período, conquistou uma Copa da Alemanha.

### Retorno ao Ajax
Em 1 de junho de 2017, o Ajax confirmou a recontratação de Huntelaar em uma transferência gratuita graças ao seu contrato expirado com o Schalke 04 e retornou .
Em 12 de dezembro de 2020, Huntelaar anunciou que se aposentaria no final da temporada 2020-21.

### Retorno ao Schalke 04
Em 19 de janeiro de 2021, o Schalke 04 confirmou o retorno de Huntelaar até o final da temporada.
Huntelaar fez 9 jogos na Bundesliga, marcando 2 gols, e deixou o clube no final da temporada, após ser rebaixado para a 2ª divisão alemã.

### Aposentadoria
Klaas-Jan Huntelaar anunciou sua aposentadoria ao final de seu contrato com o Schalke 04. A nível de clubes, fez um total de 653 jogos e marcou 361 golos. Pela seleção holandesa, fez 76 jogos, marcando 42 gols e dando cinco assistências. Ele também é o segundo maior artilheiro da Holanda, atrás de Robin van Persie. Ele ainda anotou 18 hat-tricks em sua carreira.

## Seleção Nacional

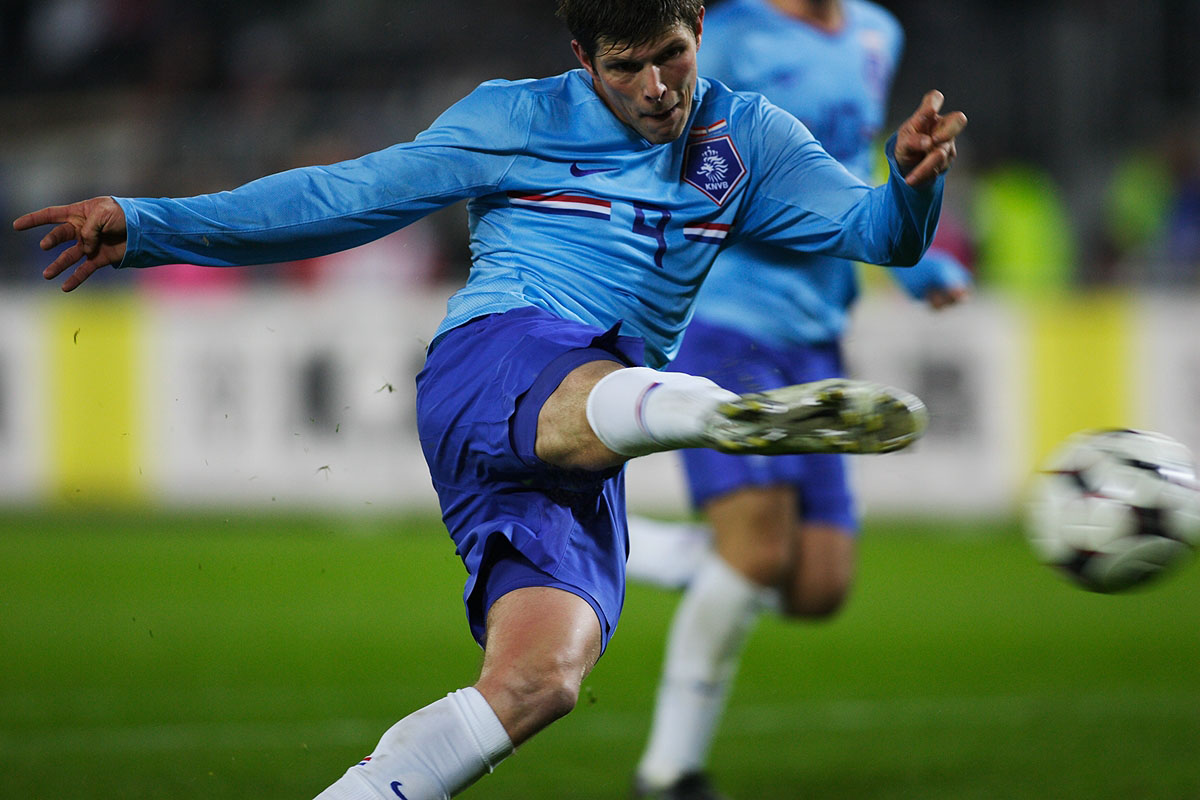
Huntelaar pela seleção nacional.

Pela seleção nacional Sub-21, conquistou a Euro Sub-21 2006, sob o comando do ténico Louis van Gaal. Além do título da sua equipe, Huntelaar ainda foi o artilheiro e conquistou o prêmio de melhor jogador do torneio.
Pela seleção principal, era muito provável que Huntelaar fosse um dos 23 selecionados por Marco van Basten para a disputa da Copa do Mundo 2006, o que não aconteceu, provocando a revolta dos torcedores do Ajax, que contestavam ainda mais o posto de van Basten na Laranja, apesar deste ser um dos maiores ídolos da história do clube de Amsterdã.

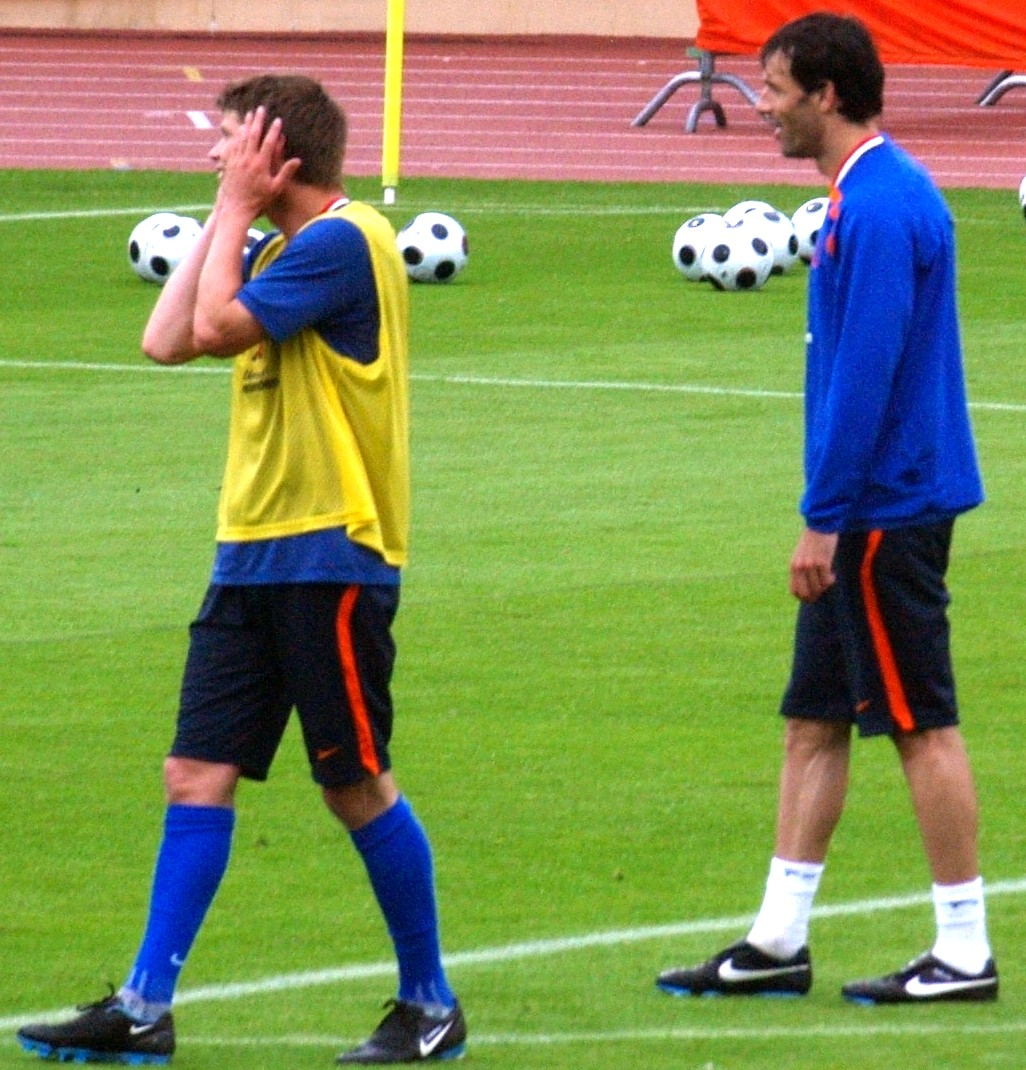
Huntelaar (à esquerda) e Ruud van Nistelrooy em treino.

Após a Copa, porém, Klaas-Jan foi convocado por van Basten para um amistoso contra a República da Irlanda, em 16 de agosto de 2006. Huntelaar marcou dois gols e deu duas assistências na vitória holandesa por 4 a 0, se tornando o primeiro jogador holandês a marcar na sua estreia pela seleção desde Dick Nanninga, em 1978.
Depois de ter sido deixado de fora de vários jogos, Huntelaar voltou a ser convocado para a seleção em Outubro de 2007, para os jogos contra Romênia e Eslovênia, pelo qualificatório para a Euro 2008. Devido à suspensão de Ruud van Nistelrooy, Huntelaar iniciou como titular contra a Eslovênia, em 17 de outubro de 2007, e marcou seu primeiro gol em jogos oficiais na vitória de sua seleção por 2 a 0.
Na Euro 2008, foi reserva de Nistelrooy. Sua única partida no torneio foi na vitória por 2–0 sobre a Romênia, com Huntelaar marcando um dos gols.
Com a aposentadoria de Ruud van Nistelrooy da seleção, Huntelaar passou a disputar agora com Robin van Persie a preferência do treinador Bert van Marwijk no time titular. Até o final das eliminatórias europeias para a Copa do Mundo 2010, Huntelaar havia marcado catorze gols em 25 partidas pela Laranja.
Foi reserva de Van Persie na campanha do vice-campeonato mundial holandês, marcando apenas um gol no torneio, na partida contra Camarões. Mas seu grande momento na seleção teria início após a Copa. Agora pelas eliminatórias da Euro 2012, em 3 de setembro de 2010, fez um hat-trick contra San Marino, e a Holanda venceu por 5-0. Seguiu-se com mais dois gols marcados num jogo contra a Finlândia, quatro dias depois. Adicionou mais dois gols a sua contagem na vitória por 4-1 sobre a Suécia, em 12 de outubro. É atualmente o artilheiro das eliminatórias para a Euro, com oito gols. Num período de cinco meses, entre 3 de setembro de 2010, data do jogo contra San Marino, e 9 de fevereiro de 2011, num amistoso contra a Áustria, somou um total de 10 gols marcados pela seleção, e agora tem um total de 26 gols em 42 jogos pela Laranja, entrando para a seleta lista dos 10 maiores artilheiros da mesma.
Em 2014 foi convocado para o mundial do Brasil, novamente como reserva de Van Persie. Apesar de ser reserva teve papel fundamental na vitória por 2-1 de virada sobre o México, marcando de pênalti o gol que garantiu a classificação holandesa para as quartas de final. A Laranja conquistaria a medalha de bronze no mundial.

## Títulos
Ajax
- Eredivisie: 2018–19 e 2020–21
- Copa dos Países Baixos: 2005–06, 2006–07, 2018–19
- Supercopa dos Países Baixos: 2006, 2007, 2019

Schalke 04
- Copa da Alemanha: 2010–11
- Supercopa da Alemanha: 2011

Seleção Neerlandesa
- Campeonato Europeu Sub-21: 2006

### Prêmios individuais
- Melhor jogador do Campeonato Neerlandês da Segunda Divisão: 2003/04
- Revelação do Futebol Neerlandês do Ano: 2005–06
- Jogador de ouro do Campeonato Europeu Sub-21 de 2006[17]
- Equipe do torneio do Campeonato Europeu Sub-21 de 2006[18]
- Maior artilheiro da Seleção Neerlandesa Sub-21
- 63º melhor jogador do ano de 2012 (The Guardian)[19]

### Artilharias
- Eerste Divisie de 2003–04 (26 gols)
- Eredivisie de 2005–06 (33 gols)
- Copa dos Países Baixos de 2005–06 (6 gols)
- Campeonato Europeu Sub-21 de 2006 (4 gols)
- Eredivisie de 2007–08 (33 gols)
- Eliminatórias da Euro 2012 (10 gols)
- Bundesliga de 2011–12 (29 gols)